# AViiON
AViiON fue una serie de computadoras de Data General, siendo el producto principal de la compañía desde fines de los 80, hasta que los productos de servidores fueron discontinuados en el 2001.

## Historia
Data General tiene gran parte de su historia esencialmente "espejada" con las estrategias de DEC en lo que respecta a la competitividad, (pero en espíritu de tiempo, incompatible) fabricando minicomputadores con mejor cociente precio/rendimiento.
Sin embargo por los 80's, estaba en un espiral descendente con respecto a DEC.
Inicialmente los modelos de AViiON usaban la CPU Motorola 88000 , pero los últimos modelos utilizaron las soluciones de Intel, cuando Motorola dejó de fabricar el Motorola 88000, en los comienzos de los 90. Algunas versiones de estas últimas máquinas basadas en Intel corrían Windows NT, mientras que las máquina de alto rango corrían Unix, DG/UX.

## Desarrollo
Con el desarrollo de AViiON, cambia su punto de vista, de una línea puramente propietaria de minicomputadoras, al del mercado "abierto" de servidores Unix. La nueva línea basada en el Motorola 88000, un procesador RISC de alto rendimiento, con soporte para multiprocesamiento y en particular con arquitectura abierta. Los equipos corrían una variante del System V Unix, conocida como DG/UX, largamente desarrollada por la compañía Research Triangle Park.
DG/UX previamente corría en la familia de los minicomputadores Eclipse MV de 32-bit (el sucesor del NOVA y de los minis Eclipse de 16 bits), pero únicamente en un rol secundario, con respecto a los sistemas operativos AOS/VS y AOS/VS II.  
Los AViiON fueron lanzados en una variedad de tamaños al comienzo del verano de 1989. Comienza con una estación de trabajo en forma de "caja de pizza" (nombre clave "Maverick") y servidores montados en racks con ruedas (nombre clave "Topgun"). 
La velocidad estaba topeada y la escalada de versiones culmina en el primer servidor de 16 CPU AV/9500 y su sucesor el modelo AV 1000 con 32 en 1995, siendo la primera implementación de Data General con diseño Non-Uniform Memory Access (NUMA). Si bien durante un tiempo las estaciones de trabajo fueron parte de la línea, el énfasis se puso en los servidores.

## De Motorola a Intel
En 1992 Motorola se une a la Alianza AIM para desarrollar versiones ("cut down") para el IBM POWER, una CPU diseñada en un simple chip para máquinas de escritorio, y eventualmente parando la producción del 88000. Debido a esto DG, deja de trabajar con Motorola, y alinea esfuerzos, con el que sería el claro ganador en volumen de microprocesadores y usa la arquitectura para CPU i386 de Intel.
Esto resultó en una segunda serie de equipos AViiON basados en procesadores Pentium, y más tarde en los rápidos Pentium Pro, Pentium II y Pentium III Xeon. 
DG desarrolló server con tecnología NUMA, que agrega coherencia a la interconexión con la memoria (Scalable Coherent Interconnect (SCI)) a los motherboard x86 con origen de Intel.
Entre los precursores de dicha tecnología también tenemos a Sequent Computer Systems, actualmente parte de IBM, con la misma estrategia al mismo tiempo.
El sistema con nombre clave "Manx" fue el primer esfuerzo, basado originalmente en hardware Pentium y Zenith, pero nunca se vendió en el mercado. Dentro de los equipos desarrollados por Data General podemos mencionar el servidor AV/9500 de 16 CPU y su sucesor el modelo AV 1000 con 32 CPU en 1995, y los AV 20000 ("Audubon") conectaba hasta 32 procesadores Pentium Pro, y AV 25000 ("Audubon 2") hasta 64 Pentium II, (luego Pentium III) Xeons.
Debido a la popularidad de Windows NT, los server AViiON basados en procesadores Intel, agregan el Windows a su sistema operativo con la línea x86. Esta decisión benefició a los cliente de bajo rango, que había optado por pasarse a NT. Si bien el Windows NT podría haber aprovechado los beneficios de la tecnología NUMA en los servidores, el mismo no estaba optimizado para su aprovechamiento tanto procesadores como de la memoria. Por lo cual Windows en los servidores de DG con NUMA era más una estrategia comercial que una realidad en sí misma.
En última instancia, los servidores con tecnología NUMA de DG, terminaron como otros servidores propietarios de Unix; en un momento en que la industria se unía alrededor de las variantes de la plataforma de Unix de alguno de los grandes vendedores como Compaq (adquirido por HP), HP, IBM, y Sun Microsystems.

## Alianzas
Por la misma época, trabajó agresivamente en los "estándares de la industria" para el sistema operativo UNIX con Santa Cruz Operation y otros. Sin embargo primero en el Programa de Aceleración de Data Center (DCAP) con SCO, y luego en el Proyecto Monterey nunca logró avances.

## El Fin
En 1999 EMC compra Data General por 1.200 millones de dólares con el fin de acceder a la línea de productos de almacenamiento CLARiiON. Bajo los términos de la fusión, EMC mantuvo la línea de servidores durante 2 años, una vez cumplido el requisito contractual, discontinuó la línea AViiON, desapareciendo completamente.
El 31 de diciembre de 2008, finaliza el soporte a los productos de hardware y software de Data General .